# Amphicnaeia albovittata
Amphicnaeia albovittata är en skalbaggsart som beskrevs av Stefan von Breuning 1971. Amphicnaeia albovittata ingår i släktet Amphicnaeia och familjen långhorningar. Inga underarter finns listade i Catalogue of Life.